# Анхаузен
Анхаузен (на немски: Anhausen) е община в Рейнланд-Пфалц, Германия, с 1364 жители (2015).